# Mikkel Bjerg
Mikkel Bjerg (Copenhaguen, 3 de novembre de 1998) és un ciclista danès professional des del 2017. Actualment corre a l'equip UAE Team Emirates.
El 2017 i 2018 es proclamà Campió del món en contrarellotge sub-23.

## Palmarès
- 2016
  -  Campió de Dinamarca júnior en contrarellotge
  - 1r a l'Aubel-Thimister-La Gleize
  - Vencedor d'una etapa al Tour de l'Abitibi
- 2017
  -  Campió del món sub-23 en contrarellotge
- 2018
  -  Campió del món sub-23 en contrarellotge
  - 1r a la Dorpenomloop Rucphen
- 2019
  - 1r al Triptyque des Monts et Châteaux
  - 1r a la Hafjell TT
  - 1r a la Chrono Champenois
- 2023
  - Vencedor d'una etapa al Critèrium del Dauphiné

### Resultats al Giro d'Itàlia
- 2020. 97è de la classificació general

### Resultats al Tour de França
- 2021. 110è de la classificació general
- 2022. 124è de la classificació general
- 2023. 123è de la classificació general